# Johann Samuel Gerlach
Johann Samuel Gerlach (* vor 1762 in Dresden; † nach 1799) war ein deutscher Buchhändler und Verleger.

## Leben
Johann Samuel Gerlach war der Sohn des in Dresden tätigen Buchhändlers und Verlegers Johann Nikolaus Gerlach. 1762 wurde er Teilhaber des väterlichen Unternehmens, das seitdem und bis nach dem Tod des Vaters als Johann Nikolaus Gerlach & Sohn firmierte, ab 1769 dann als Johann Nikolaus Gerlach Witwe & Sohn. Das Familienunternehmen wurde zeitweilig jedoch auch als Gerlachische Buchhandlung, Gerlachsche Schriften oder Gerlachsche Buchhandlung bezeichnet.
Ab 1779 betrieb Johann Samuel Gerlach für mehr als zwei Jahrzehnte bis 1799 den Dresdner Sortimentsbuchhandel unter eigenem Namen. Er heiratete die Witwe Ronnenberg und wurde so Stiefvater des gelernten Buchbinders und späteren Schriftstellers Johann Gottlieb Ferdinand Ronnenberg, den er etwa zu Beginn der 1790er Jahre in seinem Unternehmen ebenfalls zum Buchhändler ausbildete.
Zu den im Verlag von Johann Samuel Gerlach erschienenen Schriften zählt das von dem Kurfürstlich Sächsischen Baumeister des späten Dresdner Barocks Samuel Locke 1783 verlegte und mit 60 Kupferstichen illustrierte Werk Die Verbindung und Uebereinanderstellung der Säulen ...
Gemeinsam mit einem Kollegen, dem Dresdner Verlagsbuchhändler Paul Christian Hilscher, klagte Gerlach am 24. April 1795 darüber, dass in der Residenzstadt Dresden „durch die von so vielen Privatpersonen ohne Befugnis und Recht errichteten Lesebibliotheken“ der Buchhandel zu erliegen drohe.

## Verlagswerke (Auswahl)
- Abbildung der churfürstlich-saechsischen Armée-Uniformen. Churfürstlich sächsisch Armee Uniformen, Monographie mit 31 Blättern ausschließlich mit Illustrationen, Dresden: Gerlach, 1789[6]
- Samuel Locke: Die Verbindung und Uebereinanderstellung der Säulen, oder Anweisung, wie bey der Baukunst die fünf Säulenordnungen auf eine sehr leichte und bequeme Art, nach einer gegründeten Regel, sowohl bey geraden als auch cirkulrunden Figuren, über einander zu setzen und zu verbinden sind. Die Verbindung und Uebereinanderstellung der Säulen in drey Abtheilungen abgehandelt und auf 60 Kupferblättern vorgestellet, 164 Seiten, LX Blätter Tafeln, Dresden: „bey dem Verfasser, und in Kommißion bey Johann Samuel Gerlach“, 1783; Digitalisat der Bayerischen Staatsbibliothek